# Wetterenbrug
De Wetterenbrug, lokaal Scheldebrug genoemd, is een brug over de Schelde in de Belgische gemeente Wetteren.
De eerste brug over de Schelde in Wetteren werd in 1792 gebouwd. Deze brug werd in 1894 vervangen door een nieuwe brug na kanalisatiewerken aan de rivier. De brug werd in 1914, tijdens de Eerste Wereldoorlog, en in 1940, tijdens de Tweede Wereldoorlog, vernield. De huidige brug werd in 1954 geopend, stroomopwaarts van de vorige.
Verder stroomopwaarts ligt de Mellebrug.

## Passerelle
Omdat de huidige brug meer stroomopwaarts, in het verlengde van de Koningin Astridlaan, werd gebouwd, werd bijkomend een passerelle over de Schelde gebouwd tussen Aard en Jan Cooppalaard om het gehucht Kapellendries op de linkeroever een verbinding met het gemeentecentrum op de rechteroever te geven. Deze passerelle, die op 4 september 1957 werd ingehuldigd, werd in september 2018 vervangen door een nieuwe Scheldefietsbrug.

## Nieuwe brug
In 2023 werd aangekondigd dat de huidige Wetterenbrug vervangen zal worden door een nieuwe, gelegen buiten het centrum van Wetteren. Deze brug zal hoger worden dan de huidige om het scheepvaartverkeer niet te hinderen.
Westerscheldetunnel (weg) · Antigoontunnel (spoor) · Liefkenshoektunnel (weg) · Oosterweeltunnel (Lange Wapperbrug†) (weg/fiets) · Waaslandtunnel (weg) · Brabotunnel (premetro) · Sint-Annatunnel (voet/fiets) · Kennedytunnel (weg/fiets/spoor) · Scheldebrug (Antwerpen) (fiets/voet) · Temsebrug (weg + spoor) · Vlassenbroekbrug (weg) · Dendermondebrug (weg + spoor) · Schoonaardebrug (weg) · Uitbergenbrug (weg) · Scheldefietsbrug (Wetteren) · Wetterenbrug (weg) · Mellebrug (weg)